# Gefle Kakelfabrik
Gefle Kakelfabrik startades år 1894 i Gävle, genom att Olof Forssells Kakel- och Fayancefabriks tidigare lokaler och faciliteter köptes upp. I huvudsak tillverkades kakelugnar. Övrig produktion omfattade fajanskärl och prydnadsgods. Kakelfabriken avvecklades 1910. På platsen där Gefle Kakelfabrik låg startades sedan Gefle Porslinsfabrik.